# I. Henrik lengyel fejedelem
I. Henrik, más néven Szakállas Henrik (lengyelül: Henryk/Jędrzych I Brodaty), (1163 – 1238. március 19.) – wrocławi herceg 1201–1238 között, opolei 1201–1202 között, kaliszi 1206–1207 között és 1234-től, lubuszi 1206-ig, 1210–1218-ig és 1230-ig, 1232-től krakkói herceg, 1232-től sandomierzi uralkodó, 1234-től Opolén uralkodik, a sziléziai Henrikek dinasztiájának megalapítója.

## Származása. Házassága Andechsi Hedviggel

A sziléziai Piastok korona nélküli fekete sasos címere

### Családfa
| 4. Elűzött Ulászló † 1159. május 30.     |  |                                                 |  |  |                                         |
|                                          |  | 2. Magas Boleszláv † 1201. december 7. vagy 8.  |  |  |                                         |
| 5. Babenberg Ágnes † 1160 és 1163 között |  |                                                 |  |  |                                         |
|                                          |  |                                                 |  |  | 1. Szakállas Henrik † 1238. március 19. |
| 6. ismeretlen                            |  |                                                 |  |  |                                         |
|                                          |  | 3. Német Krisztina (?) † 1201. február 23. után |  |  |                                         |
| 7. ismeretlen                            |  |                                                 |  |  |                                         |
|                                          |  |                                                 |  |  |                                         |

## Életrajza

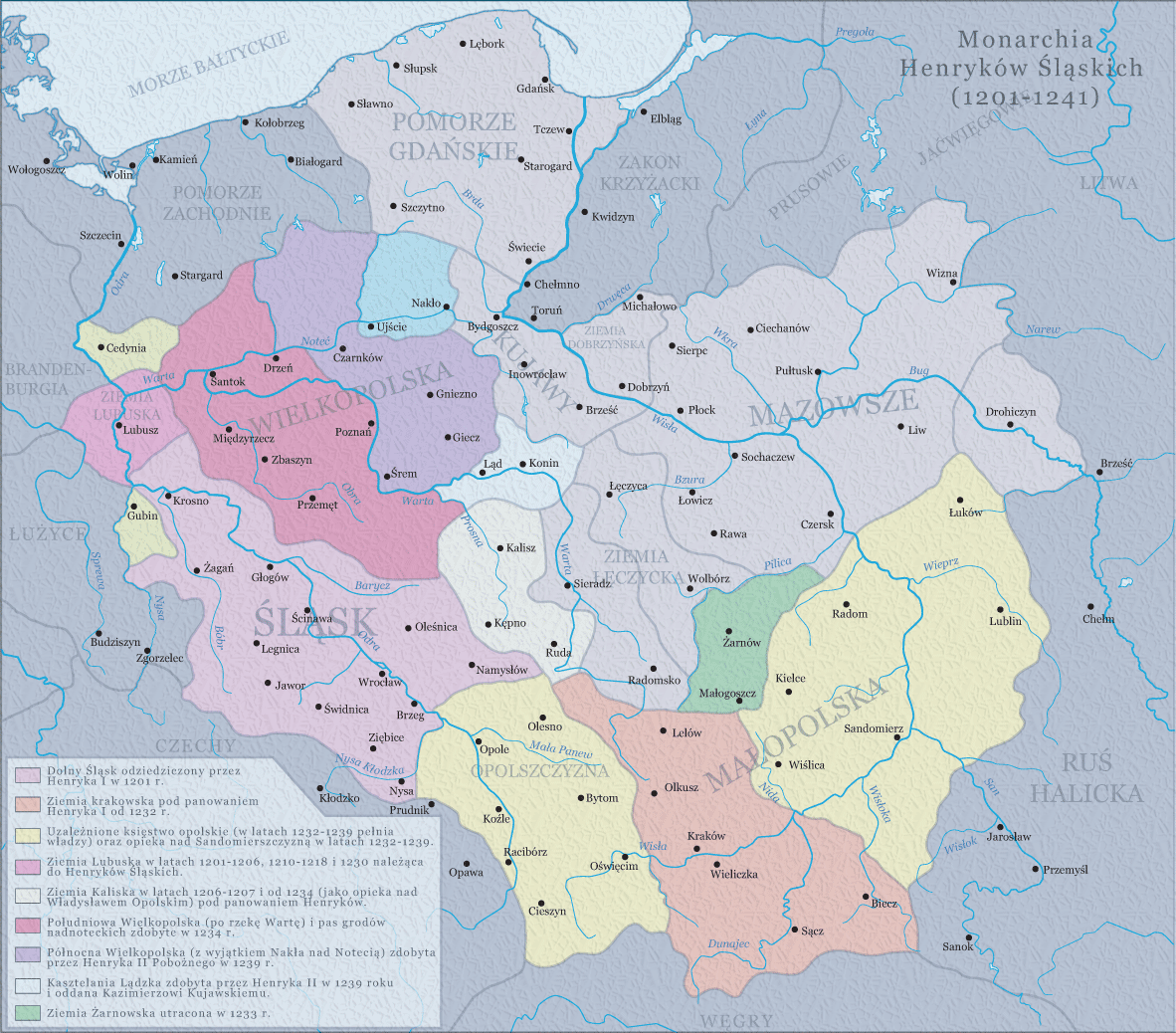
A sziléziai Henrikek birodalma

A sziléziai Głogówban született, Sziléziai Hedviget (lengyelül Jadwiga) vette feleségül. Fia és utóda II. Jámbor Henrik a mongolokkal Legnicánál vívott csatában esett el.
1201-ben Henrik örökölte apja, Magas Boleszláv trónját, akit Barbarossa Frigyes német-római császár segített a Sziléziai Fejedelemség trónjára 1163-ban. 1205-ben kötött megállapodás szerint Hosszúlábú Ulászló nagy-lengyelországi fejedelemnek átengedte Lubuszt Kaliszért cserébe. Amikor 1210-ben Konrád, Lausitz uralkodója elfoglalta Lubuszt, Henrik közbelépett és visszafoglalta a területet. 1230-ban újraegyesítette uralma alá egész Sziléziát, miután bekebelezte Opolét.
1217-ben a poznańi és lubuszi püspök közvetítésével egyezményt írt alá Hosszúlábú Ulászlóval, melyet 1218. május 9-én pápai bulla is megerősített. Ennek értelmében Henrik visszaadta Lubuszt és lemondott Kaliszról és más földekről, melyek Odon fia Ulászló birtoka volt. Viszonzásképpen Henrik lett a gyermektelen nagy-lengyelországi fejedelem örököse.
1222-1223 között részt vett a poroszok elleni keresztes hadjáratban. 1225-ben megkísérelte elfoglalni Krakkót, de fel kellett hagynia az ostrommal néhány nap múlva.
1227. november 23-án a Piast hercegek gąsawai gyűlése alatt súlyosan megsérült, amikor Odon fia Ulászló és II. Świętopełk pomerániai fejedelem orvul megtámadta, míg Fehér Leszek a merényletben meg is halt. Ez az esemény a lengyel trón megszerzésére irányuló küzdelem kezdetét jelentette, melynek során Henrik III. Ulászlót támogatta, aki végül is elérte célját. Amikor 1228 nyarán Mazóviai Konrád megtámadta Kis-Lengyelországot, Henrik fia, Jámbor Henrik a támadást visszaverte. A következő évben azonban Konrád sikeresebb volt, olyannyira, hogy I. Henriket fogságba is ejtette. Csak úgy kapta vissza szabadságát, hogy megígérte, lemond Krakkóról. Később a pápa felmentette ígérete alól, melyet nyomás alatt tett.
Henrik 1232-ben Krakkó fejedelme lett, feltételezhetően a Sandomierzi Fejedelemség felett is ellenőrzést gyakorolt Szemérmes Boleszláv nevelőjeként.
1231 tavaszán Henrik támadást indított Odon fia László ellen, aki Nagy-Lengyelországra jelentett be igényt. Az invázió sikertelenségbe fulladt. Több sikerrel járt három évvel később, amikor elfoglalta a Warta folyóig Nagy-Lengyelországot. 1234-ben fia, Henrik nyerte el a nagy-lengyelországi trónt.
1238-ban halt meg, Trzebnicában, a ciszterci kolostor templomában temették el.